# Pawłówko (powiat człuchowski)
Pawłówko (kaszub. Pawłòwkò) – wieś w Polsce położona w województwie pomorskim, w powiecie człuchowskim, w gminie Przechlewo.
Wieś stanowi sołectwo gminy Przechlewo, w  skład którego wchodzą także miejscowości: Nowiny i Wandzin.
W latach 1975–1998 miejscowość należała administracyjnie do województwa słupskiego.